# Уилям Рамзи
 Сър Уилям Рамзи (на английски: William Ramsay) е шотландски химик.
Открива благородните газове и получава Нобелова награда за химия през 1904 г. като признание за приноса му при откриването на инертните газови елементи във въздуха (заедно с колегата си Джон Уилям Стрът, който получава Нобелова награда за физика същата година за откритието на аргона). След като аргонът е идентифициран, Рамзи започва да изследва други атмосферни газове. Работата му по изолирането на аргона, хелия, неона, криптона и ксенона водят до развиването на нова секция в периодичната система.

## Произход и младежки години
Рамзи е роден в Глазгоу на 2 октомври 1852 г., син на строителен инженер. Племенник е на геолога сър Андрю Рамзи. Получава образование в Глазгоуската академия, след което става чирак на Робърт Напиър, корабостроител в квартала Гован. Решава да учи химия в Глазгоуския университет и след като е приет през 1866 г., завършва през 1869 г. След това кара практическо обучение с химика Томас Андерсън, а по-късно заминава да учи в Германия в Тюбингенския университет, където защитава докторска дисертация, озаглавена „Проучвания на толуеновите и нитротолуеновите киселини“.
След това се завръща в Глазгоу, за да бъде асистент на Андерсън в Университета Стратклайд. Назначен е за професор по химия в Бристолския университетски колеж през 1879 г. и се жени за Маргарет Бюканън през 1881 г. През същата година става директор на колежа и успява да съвместява професията си с активни изследвания както в областта на органичната химия, така и на газовете.

## Кариера
През 1887 г. Рамзи наследява Александър Уилям Уилямсън като ръководител на факултета по химия в Университетски колеж Лондон. Именно в този колеж той прави повечето си известни открития. Още в периода 1885 – 1890 г. той публикува няколко значими труда за оксидите на азота, като така разработва нужните умения за последващата му работа.
Вечерта на 19 април 1894 г. Рамзи присъства на лекция, изнасяна от лорд Джон Уилям Стрът. Стрът е забелязал несъответствие между плътността на азота, добит чрез химичен синтез, и азота, изолиран от въздуха чрез премахването на другите компоненти. След кратък разговор той и Рамзи решават да разследват този феномен. През август Рамзи казва на Стрът, че е успял да изолира нова, тежка съставка на въздуха, която няма никаква химическа реактивност. Той наименува този инертен газ „аргон“ – от гръцката дума, значеща „мързелив“. През следващите години, работейки с Морис Траверс, той открива неона, криптона и ксенона. Той успява да изолира и хелия, който към този момент е наблюдаван единствено в спектъра на Слънцето, но не и на Земята. През 1910 г. изолира и характеризира радона.
През 1893 – 1902 г. Рамзи си сътрудничи с Емили Астън, британска химичка, в опити с минерален анализ и определяне на атомната маса. Тяхната работа включва публикации относно молекулните повърхностни енергии на смеси от неасоциативни течности.
През 1904 г. Рамзи получава Нобелова награда за химия. Неговото име сред учените му спечелва ролята на съветник на Индийския научен институт.
В периода 1911 – 1912 г. Рамзи е президент на Британска асоциация за напредък на науката.

## Личен живот
През 1881 г. Рамзи се жени за Маргарет Маршал (родена Бюканън), дъщеря на Джордж Стивънсън Бюканън. Те имат дъщеря, Катрин Елизабет, и син, Уилям Джордж, който почива на 40-годишна възраст.
Рамзи живее в Хейзълмиър, Бъкингамшър до смъртта си. Почива в Хай Уикъмб на 23 юли 1916 г. от назофарингеален карцином на 63 години и е погребан в енорийската църква в Хейзълмиър.